# 뷔르츠부르크 공관
뷔르츠부르크 공관(독일어: Würzburger Residenz)은 독일 바이에른주의 뷔르츠부르크에 있는 바로크 양식의 주교공관이다. 제2차 세계 대전 중에 거의 모든 건물이 파괴되었었으나 복구되었다.
뷔르츠부르크 공관은 발타자어 노이만(Johann Balthasar Neumann)이 설계를 맡았으며 1720년부터 공사가 시작되었다. 건축물의 외부 공사는 1744년까지 진행되었고 내부 공사는 1780년까지 진행되었다. 이 공관은 1981년에 유네스코 세계유산에 등재되었다.

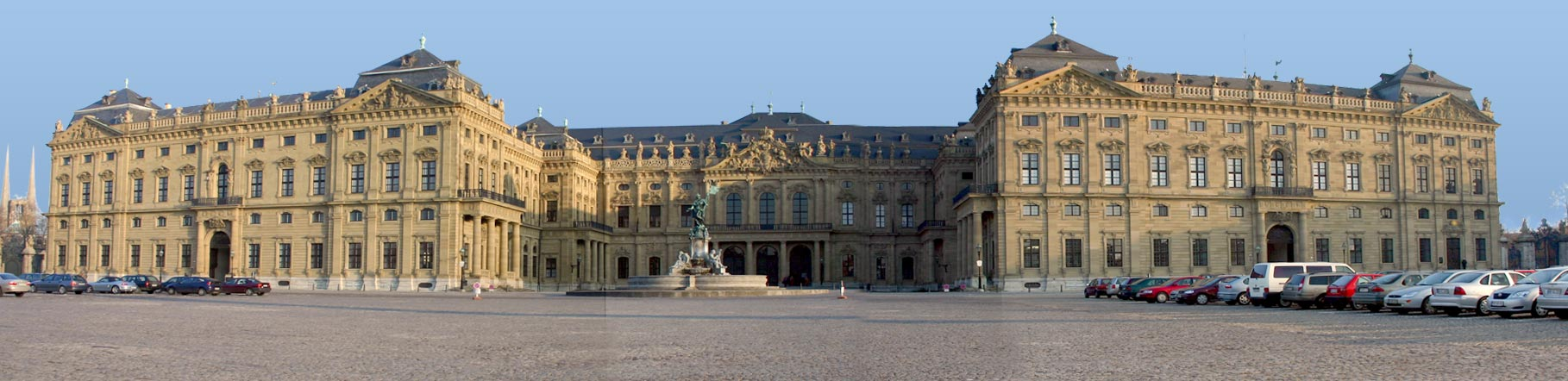
뷔르츠부르크 공관 정면

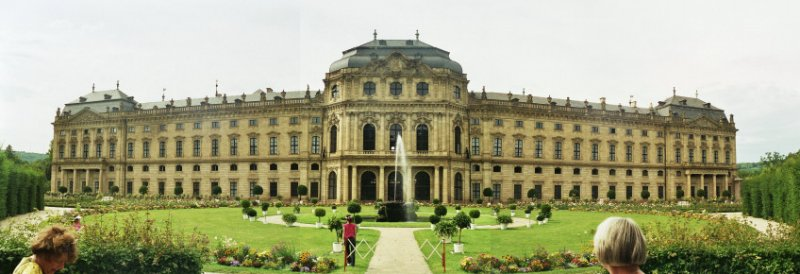
후면